# Чемпионат Петрограда по футболу 1923
Чемпионат Петрограда по футболу 1923 стал ХХIII первенством города, проведенным Петроградской Футбол-лигой.
Победителем среди первых команд класса «А» стала команда «Меркур».

## Организация и проведение турнира
В этом сезоне в чемпионате участвовали 24 клуба, разделённых на классы «А», «Б», «В», и «Г», выставлявших до шести команд каждый. Была апробирована новая система розыгрыша, получившая впоследствии название «система Дюперрона»: чемпионат разыгрывался в два этапа. На предварительном этапе 12 команд классов «А» и «Б» (и, соответственно, «В» и «Г») разыгрывали совместный однокруговой турнир, по итогам которого происходило новое разделение команд на классы. Определённый таким образом обновлённый класс «А» — 6 лучших команд — с учётом всех набранных очков определял победителя в ещё одном однокруговом турнире. Прочие классы проводили аналогичные турниры.
По итогам первенства на следующий сезон предполагалась ротация двух лучших команд класса «В» и двух худших класса «Б».
В результате, всего на 16 соревновательных уровнях участвовали 95 команд. 
На топ-уровне (I команды классов «А» и «Б») стартовали 12 клубов:
- «Спорт»
- «Коломяги»
- «Унитас»
- «Меркур»
- «Гладиатор»
- «Петровский»
- «Путиловский»
- «Детское Село»
- «Мурзинка»
- «Любители»
- «Гавань»
- «Технологи»

## Ход турнира
В первом круге стартовавшего 25 июля турнира команды класса «А» предыдущего сезона подтвердили свое положение, в 36 матчах лишь трижды сыграв вничью со своими оппонентами из класса «Б». Уже после второго тура из чемпионата был изъят ряд ведущих игроков (Александр Полежаев, Борис Карнеев, Георгий Гостев из «Коломяг», Пётр Ежов и Павел Батырев из «Спорта», Михаил Бутусов из «Унитаса», Пётр Григорьев из «Меркура», Владимир Воног из «Путиловского»), выступавших в составе сборной РСФСР в её скандинавском турне, и вернувшихся в чемпионат только к началу финального раунда. Наиболее сильно это сказалось на «Коломягах», набравших в матчах с ведущими командами лишь три очка в шести играх и с трудом пробившимися в финальный раунд без реальных перспектив на чемпионство. Несколько неожиданным стал успех «Петровского» — потерпев лишь одно поражение от «Меркура», он разделил первое место по итогам первого круга.
В финальном круге усилившиеся команды «большой четверки» восстановили свое реноме, традиционно заняв первые четыре места. Судьба чемпионства решалась в матче 4 тура 21 октября между «Спортом» и «Меркуром». Трижды уступая по ходу встречи после голов Модеста Колотушкина и Петра Антипова, «Меркур» усилиями Николая Барулина и ветерана команды Александра Северова каждый раз сравнивал счёт, а в конце вырвал победу, когда Н.Емельянов первым успел на отскочивший от штанги после дальнего удара мяч. После поражения «Спорта» в следующем матче от «Коломяг», «Меркур» стал чемпионом досрочно и в последнем туре, играя практически основным составом, позволил себе разгромно проиграть 0:6 лиговскому «Гладиатору» ко всеобщему удивлению и возмущению.

### Первый круг

#### Итоговая таблица
| №  | Команды        | 1   | 2   | 3    | 4   | 5   | 6   | 7   | 8   | 9    | 10  | 11  | 12   | В | Н | П  | М       | О  |
| -- | -------------- | --- | --- | ---- | --- | --- | --- | --- | --- | ---- | --- | --- | ---- | - | - | -- | ------- | -- |
| 1  | «Меркур»       |     | 4:0 | 3:1  | 0:2 | 2:1 | 2:1 | 6:0 | 5:2 | 1:1  | 5:0 | 6:0 | 4:0  | 9 | 1 | 1  | 38 — 8  | 19 |
| 2  | «Петровский»   | 0:4 |     | 3:3  | 3:2 | 4:3 | 2:1 | 5:2 | 7:3 | 5:1  | 9:1 | +:- | 2:1  | 9 | 1 | 1  | 40 — 21 | 19 |
| 3  | «Спорт»        | 1:3 | 3:3 |      | 4:0 | 2:2 | 2:1 | 3:2 | 9:1 | 15:1 | 5:1 | 8:0 | 11:2 | 8 | 2 | 1  | 63 — 16 | 18 |
| 4  | «Унитас»       | 2:0 | 2:3 | 0:4  |     | 1:1 | 6:3 | 3:0 | 3:1 | 4:1  | 6:2 | 7:1 | 4:1  | 8 | 1 | 2  | 38 — 17 | 17 |
| 5  | «Коломяги»     | 1:2 | 3:4 | 2:2  | 1:1 |     | 0:3 | 2:2 | 3:2 | 3:1  | 7:1 | +:- | 5:0  | 5 | 3 | 3  | 27 — 18 | 13 |
| 6  | «Гладиатор»    | 1:2 | 1:2 | 1:2  | 3:6 | 3:0 |     | 1:1 | 4:0 | 6:0  | 0:0 | 4:0 | 6:2  | 5 | 2 | 4  | 30 — 15 | 12 |
| 7  | «Путиловский»  | 0:6 | 2:5 | 2:3  | 0:3 | 2:2 | 1:1 |     | 0:2 | 1:0  | 5:2 | 1:0 | 2:0  | 4 | 2 | 5  | 16 — 24 | 10 |
| 8  | «Детское Село» | 2:5 | 3:7 | 1:9  | 1:3 | 2:3 | 0:4 | 2:0 |     | 1:1  | 3:2 | 2:1 | +:-  | 4 | 1 | 6  | 17 — 35 | 9  |
| 9  | «Мурзинка»     | 1:1 | 1:5 | 1:15 | 1:4 | 1:3 | 0:6 | 0:1 | 1:1 |      | 3:1 | 1:2 | 5:0  | 2 | 2 | 7  | 15 — 39 | 6  |
| 10 | «Любители»     | 0:5 | 1:9 | 1:5  | 2:6 | 1:7 | 0:0 | 2:5 | 2:3 | 1:3  |     | 2:2 | 4:1  | 1 | 2 | 8  | 16 — 46 | 4  |
| 11 | «Гавань»       | 0:6 | -:+ | 0:8  | 1:7 | -:+ | 0:4 | 0:1 | 1:2 | 2:1  | 2:2 |     | 2:4  | 1 | 1 | 9  | 8 — 35  | 3  |
| 12 | «Технологи»    | 0:4 | 1:2 | 2:11 | 1:4 | 0:5 | 2:6 | 0:2 | -:+ | 0:5  | 1:4 | 4:2 |      | 1 | 0 | 10 | 11 — 45 | 2  |

#### Матчи
| 25 июл | «Петровский» | 9:1     | «Любители» | Поле «Коломяг»     |
| |              | (отчёт) |            | Судья: Е.Михельсон |
| «Петровский»: А.Рябов - Сидоров, В.Чернышев - М.Горелкин, Ал.Орлов, Д.Лагунов - Клюев, Суханов, Евдокимов, Крупышев, П.Казаринов «Любители»: Ергин - Уразов, Хрисанфов - В.Васильев, М.Иконников, В.Попов - Гезехус, Адт, Львов, Ярошевич, Н.Николаев |              |         |            |                    |

| 25 июл                       | «Унитас» | 3:0 | «Путиловский» | Поле «Путиловского» |
|                              |          |     |               | Судья: Л.Матвеев    |
| «Путиловский»: ... Воног ... |          |     |               |                     |

| 25 июл                                                                 | «Коломяги» | 3:1 | «Мурзинка» | Поле «Мурзинки»             |
|                                                                        |            |     |            | Зрителей: 700 Судья: Черный |
| «Коломяги»: ... Эд.Эммерих, Д.Киселев ... «Мурзинка»: ... Прохоров ... |            |     |            |                             |

| 25 июл | «Меркур» | 6:0     | «Гавань» | Поле «Меркура» |
| |          | (отчёт) |          | Судья: Шнейдер |
| «Меркур»: М.Михельсон - Рузанов, Окунь - Александров, Северов, И.Прокофьев - П.Григорьев, Г.Иванов, Барулин, Ф.Смирнов, Пав.Григорьев |          |         |          |                |

| 25 июл | «Спорт»   | 11:2    | «Технологи» | Поле «Спорта»   |
| | - Сандерс | (отчёт) |             | Судья: Юргенсон |
| «Спорт»: Клинов - Гарфункель, Г.Бодров - Кузьменко, Батырев, И.Хухтинен - К.Егоров, Д.Родионов, Сандерс, Антипов, А.Богданов |           |         |             |                 |

| 25 июл | «Гладиатор» | 4:0     | «Детское Село» | Поле «Гладиатора» |
| |             | (отчёт) |                | Судья: Григорьев  |
| «Гладиатор»: Левицкий - П.Сапожников, В.Ильин - В.Петров, Яковлев, К.Филиппов - Быхов, Вл.Иванов, В.Исаков, Климанов «Детское Село»: Пестриков - Марусев, Токарский - Зудин, С.Федоров, Н.Васильев - Гридин, Белов, Красильников, Н.Евстратов, Н.Евстратов |             |         |                |                   |

| 29 июля | «Спорт»   | 15:1    | «Мурзинка» | Поле «Мурзинки»  |
| | - Антипов | (отчёт) |            | Судья: Григорьев |
| «Спорт»: Клинов - И.Хухтинен, Г.Бодров - Кузьменко, Батырев, В.Систонен - Д.Родионов, К.Егоров, Гавриков, Антипов, А.Богданов «Мурзинка»: Китман - Пеков, Королев - Фролов, Прохоров, Хиллиля - Алексеев, Паников, Гурылев, С.Смирнов |           |         |            |                  |

| 29 июля | «Гладиатор» | 1:1 | «Путиловский» | Поле «Гладиатора» |
|         | - 80′       |     | - 88′         | Судья: Юргенсон   |

| 29 июля | «Унитас» | 6:2     | «Любители» | Поле «Унитаса» |
| |          | (отчёт) |            | Судья: Черный  |
| «Унитас»: Полшков - Еремеев, Ф.Константинов - П.Бутусов, Федюшин, Феофанов - Н.Григорьев, М.Бутусов, Гофман, Харин, Г.Смирнов |          |         |            |                |

| 29 июля | «Петровский» | +:-     | «Гавань» | Поле «Петровского» |
|         |              | (отчёт) |          | Судья: Шнейдер     |

| 29 июля                                  | «Коломяги» | 5:0 | «Технологи» | Поле «Коломяг»     |
|                                          |            |     |             | Судья: Е.Михельсон |
| «Коломяги»: ... Э.Эммерих, Д.Киселев ... |            |     |             |                    |

| 29 июля | «Меркур» | 5:2 | «Детское Село» | Поле «Меркура»   |
| |          |     |                | Судья: Г.Фепонов |
| «Меркур»: Данилевич - Окунь, Рузанов - Александров, Северов, М.Михельсон - П.Григорьев, Г.Иванов, Барулин, Ф.Смирнов, Пав.Григорьев «Детское Село»: Пестриков - Архипов, Марусев - Зудин, Токарский, Басков - Н.Евстратов, В.Комаров, Красильников, Белов, Потинг |          |     |                |                  |

| 31 июля | «Унитас» | 4:1     | «Мурзинка» | Поле «Унитаса» |
| |          | (отчёт) |            | Судья: Кох     |
| «Унитас»: Е.Детлов - Еремеев, Ф.Константинов - Н.Григорьев, Федюшин, А.Петров - П.Бутусов, П.Москалёв, Гофман, Сиротин, Г.Смирнов |          |         |            |                |

| 31 июля | «Коломяги» | 3:2     | «Детское Село» | Поле «Детского Села» |
| |            | (отчёт) |                | Судья: Мелихов       |
| «Коломяги»: Н.Филиппов - Н.Никонов, Крутиков - П.Филиппов, П.Кусков, И.Киселев - Варфоломеев, Ф.Рябов, Д.Киселев, Магнушевский, Эд.Эммерих «Детское Село»: Пестриков - Потинг, С.Федоров - Зудин, Токарский, Н.Васильев - С.Евстратов, Н.Евстратов, Красильников, Белов, М.Громов |            |         |                |                      |

| 31 июля                                 | «Меркур» | 6:0 | «Путиловский» | Поле «Путиловского» |
|                                         |          |     |               | Судья: Черный       |
| «Меркур»: Данилевич - ... Пав.Григорьев |          |     |               |                     |

| 31 июля | «Спорт» | 8:0     | «Гавань» | Поле «Спорта»   |
| |         | (отчёт) |          | Судья: Девяткин |
| «Спорт»: Клинов - Трутнев, Г.Бодров - Кузьменко, И.Хухтинен, В.Систонен - Д.Родионов, К.Егоров, Сандерс, Антипов, А.Богданов |         |         |          |                 |

| 31 июля | «Любители» | 0:0 | «Гладиатор» | Поле «Любителей» |
|         |            |     |             | Судья: Баранов   |

Матч «Петровский» — «Технологи» перенесён и сыгран 16 сентября
| 4 авг                                                       | «Путиловский» | 5:2     | «Любители» | Поле «Путиловского» |
|                                                             |               | (отчёт) |            | Судья: Малинин      |
| «Путиловский»: ... Оводков ... «Любители»: И.Васильев - ... |               |         |            |                     |

| 4 авг | «Меркур» | 4:0     | «Технологи» | Поле «Меркура» |
| |          | (отчёт) |             | Судья: Гофман  |
| «Меркур»: Данилевич - Рузанов, Окунь - Александров, Северов, М.Сергеев - Гуревич, Молчанов, Барулин, Ф.Смирнов, Пав.Григорьев |          |         |             |                |

| 4 авг | «Спорт»   | 9:1     | «Детское Село» | Поле «Детского Села» |
| | - Антипов | (отчёт) |                | Судья: Налимов       |
| «Спорт»: Клинов - К.Егоров, Трутнев - Кузьменко, И.Хухтинен, В.Систонен - Д.Родионов, Колотушкин, Сандерс, Антипов, А.Богданов «Детское Село»: Пестриков - П.Новиков, Ал.Иванов - Зудин, С.Федоров, Марусев - Потинг, В.Комаров, Красильников, Горбунов, Н.Евстратов |           |         |                |                      |

| 4 авг | «Гладиатор» | 4:0 | «Гавань» | Поле «Гладиатора» |
|       |             |     |          | Судья: Номан      |

Матч «Коломяги» — «Унитас» перенесён и сыгран 16 сентября
Матч «Петровский» — «Мурзинка» перенесён и сыгран 18 августа
| 8 авг | «Петровский» | 7:3     | «Детское Село» | Поле «Детского Села» |
| |              | (отчёт) |                | Судья: В.Бутусов     |
| «Петровский»: А.Рябов - Кузьмин, В.Чернышев - Ал.Орлов, Д.Лагунов, М.Горелкин - Вл.Павлов, Евдокимов, И.Горелкин, Вячеславов, П.Казаринов «Детское Село»: Пестриков - Красильников, Зудин - Ермолаев, С.Федоров, Марусев - Н.Евстратов, Максимов, В.Комаров, П.Новиков, Шилков |              |         |                |                      |

| 8 авг | «Унитас» | 4:1 | «Технологи» | Поле «Унитаса» |
|       |          |     |             | Судья: Мелихов |

| 8 авг | «Коломяги» | +:- | «Гавань» | Поле «Коломяг»   |
|       |            |     |          | Судья: Л.Матвеев |

| 8 авг                                                                                            | «Меркур» | 5:0 | «Любители» | Поле «Меркура» |
|                                                                                                  |          |     |            | Судья: Шнейдер |
| «Меркур»: Данилевич - Рузанов, Окунь - ..., Северов, ... - ..., ..., Барулин, ..., Пав.Григорьев |          |     |            |                |

| 8 авг | «Спорт» | 3:2     | «Путиловский» | Поле «Спорта» |
| |         | (отчёт) |               | Судья: Черный |
| «Спорт»: Клинов - К.Егоров, Г.Бодров - Кузьменко, И.Хухтинен, В.Систонен - Д.Родионов, Колотушкин, Сандерс, Антипов, А.Богданов «Путиловский»: Штундюк - Оводков, Чечот - Маринин, К.Андреев, Костров - Ал.Сыкин, Муркин, Баландин, Г.Кузнецов, Борисов |         |         |               |               |

| 8 авг | «Гладиатор» | 6:0     | «Мурзинка» | Поле «Гладиатора»  |
|       |             | (отчёт) |            | Судья: Е.Михельсон |

| 12 авг | «Петровский» | 5:2     | «Путиловский» | Поле «Путиловского» |
| |              | (отчёт) |               | Судья: В.Бутусов    |
| «Петровский»: А.Рябов - Д.Штукин, В.Чернышев - М.Горелкин, Ал.Орлов, Д.Лагунов - Поваров, Евдокимов, И.Горелкин, Я.Смирнов, П.Казаринов «Путиловский»: Штундюк - К.Андреев, Чечот - Бугров, Маринин, Костров - Ал.Сыкин, Муркин, Стукалов, Г.Кузнецов, Борисов |              |         |               |                     |

| 12 авг | «Унитас» | 7:1 | «Гавань» | Поле «Унитаса» |
|        |          |     |          | Судья: Мелихов |

| 12 авг                                                                  | «Коломяги» | 7:1     | «Любители» | Поле «Коломяг»  |
|                                                                         |            | (отчёт) |            | Судья: Юргенсон |
| «Коломяги»: Н.Чесноков - Эд.Эммерих, П.Филиппов, Д.Киселев, В.Кусков... |            |         |            |                 |

| 12 авг | «Мурзинка» | 1:1     | «Меркур» | Поле «Мурзинки» |
| |            | (отчёт) |          | Судья: Черный   |
| «Мурзинка»: Казарин - Королев, Пеков - Ал.Смирнов, Прохоров, Хиллиля - Алексеев, Пав.Соловьев, С.Медведев, Паников, С.Смирнов «Меркур»: Данилевич - Рузанов, А.Корнилов - И.Столяров, Северов, Окунь - Гуревич, Г.Иванов, Ф.Смирнов, Смургис, Пав.Григорьев |            |         |          |                 |

| 12 авг | «Гладиатор» | 6:2 | «Технологи» | Поле «Гладиатора»  |
|        |             |     |             | Судья: Е.Михельсон |

| 15 авг | «Петровский» | 4:3     | «Коломяги» | Поле «Петровского» |
| |              | (отчёт) |            | Судья: В.Бутусов   |
| «Петровский»: А.Рябов - Д.Штукин, В.Чернышев - Ал.Орлов, Кузьмин, М.Горелкин - Крупышев, Суханов, Евдокимов, И.Горелкин, П.Казаринов «Коломяги»: Н.Чесноков - Ченцов, Эд.Эммерих - П.Филиппов, С.Филиппов, Варфоломеев - Б.Никонов, Н.Никонов, В.Кусков, Д.Киселев, Н.Гостев |              |         |            |                    |

| 15 авг | «Спорт» | 2:1     | «Гладиатор» | Поле «Спорта»      |
| |         | (отчёт) |             | Судья: Е.Михельсон |
| «Спорт»: Клинов - Г.Бодров, Ф.Иванов - Кузьменко, И.Хухтинен, В.Систонен - Д.Родионов, К.Егоров, Колотушкин, Антипов, А.Богданов «Гладиатор»: Левицкий - ... Вл.Иванов, В.Исаков, Климанов |         |         |             |                    |

| 15 авг | «Унитас» | 2:0     | «Меркур» | Поле «Меркура»   |
| | - Гофман | (отчёт) |          | Судья: Г.Фепонов |
| «Унитас»: Гусев - Еремеев, Ф.Константинов - П.Бутусов, Федюшин, А.Петров - Микульцев, Кудрявцев, Гофман, П.Москалёв, Г.Смирнов «Меркур»: Данилевич - Окунь, Рузанов - Александров, Северов, М.Сергеев - Гуревич, И.Столяров, Ф.Смирнов, Барулин, Пав.Григорьев |          |         |          |                  |

| 15 авг | «Любители» | 4:1 | «Технологи» | Поле «Любителей» |
|        |            |     |             | Судья: Девяткин  |

| 15 авг | «Путиловский» | 1:0 | «Гавань» | Поле «Путиловского» |
|        |               |     |          | Судья: Юргенсон     |

| 15 авг | «Детское Село» | 1:1 | «Мурзинка» | Поле «Детского Села» |
|        |                |     |            | Судья: Мелихов       |

| 19 авг | «Петровский» | 5:1     | «Мурзинка» | Поле «Петровского» |
| |              | (отчёт) |            | Судья: Е.Михельсон |
| «Петровский»: А.Рябов - Д.Штукин, В.Чернышев - М.Горелкин, Ал.Орлов, Мозиас - Логачев, Евдокимов, И.Горелкин, Крупышев, П.Казаринов «Мурзинка»: Китман - Королев, Пеков - Прохоров, А.Смирнов, Хиллиля - Алексеев, Пав.Соловьев, С.Медведев, Паников, С.Смирнов |              |         |            |                    |

| 19 авг | «Спорт»   | 5:1     | «Любители» | Поле «Спорта»   |
| | - Антипов | (отчёт) |            | Судья: Девяткин |
| «Спорт»: Клинов - Гарфункель, И.Хухтинен - Г.Бодров, Антипов, В.Систонен - Д.Родионов, Колотушкин, Сандерс, К.Егоров, А.Богданов «Любители»: Галяшин - П.Павлов, Адт - В.Попов, Львов, Уразов - Кондратьев, М.Иконников, А.Попов, Ярошевич, Н.Николаев |           |         |            |                 |

| 19 авг | «Коломяги» | 2:2     | «Путиловский» | Поле «Коломяг»   |
| |            | (отчёт) |               | Судья: В.Бутусов |
| «Коломяги»: Н.Чесноков - Морщихин, Эд.Эммерих - П.Филиппов, С.Филиппов, Варфоломеев - Г.Филиппов, Н.Никонов, Маликов, Д.Киселев, Н.Гостев |            |         |               |                  |

| 19 авг                                          | «Унитас» | 3:1     | «Детское Село» | Поле «Детского Села» |
|                                                 |          | (отчёт) |                | Судья: Черный        |
| «Детское Село»: ... П.Новиков, Красильников ... |          |         |                |                      |

| 19 авг | «Технологи» | 4:2 | «Гавань» | Поле «Путиловского» |
|        |             |     |          | Судья: М.Матвеев    |

| 19 авг                                     | «Меркур» | 2:1     | «Гладиатор» | Поле «Меркура» |
|                                            |          | (отчёт) |             | Судья: Шнейдер |
| «Меркур»: ... Данилевич, Пав.Григорьев ... |          |         |             |                |

| 22 авг | «Спорт»                                  | 3:3     | «Петровский»                                | Поле «Спорта»      |
| | - Д.Родионов 5′ - Колотушкин 7′ - (3:1)′ | (отчёт) | - (2:1)′ Евдокимов - (3:2)′ - (3:3)′ (пен.) | Судья: Е.Михельсон |
| «Спорт»: Клинов - Гарфункель, Г.Бодров - Кузьменко, И.Хухтинен, В.Систонен - Д.Родионов, К.Егоров, Колотушкин, Антипов , А.Богданов «Петровский»: А.Рябов - Д.Штукин, В.Чернышев - Суханов, Ал.Орлов, М.Горелкин - Логачев, Евдокимов, И.Горелкин, Кузьмин, П.Казаринов |                                          |         |                                             |                    |

| 29 авг | «Петровский» | 3:2     | «Унитас» | Поле «Унитаса»     |
| | - Ал.Орлов   | (отчёт) |          | Судья: Е.Михельсон |
| «Петровский»: А.Рябов - Д.Штукин, В.Чернышев - М.Горелкин, Ал.Орлов, Д.Лагунов - Евдокимов, Кузьмин, И.Горелкин, Вячеславов, П.Казаринов «Унитас»: Гусев - Еремеев, Ф.Константинов - П.Бутусов, Федюшин, А.Петров - Ф.Семёнов, Гофман, Судаков, П.Москалёв, Г.Смирнов |              |         |          |                    |

| 29 авг | «Гладиатор» | 3:0     | «Коломяги» | Поле «Гладиатора» |
| |             | (отчёт) |            | Судья: В.Бутусов  |
| «Гладиатор»: Левицкий - В.Ильин, Бочков - Якобсон, Кидов, К.Филиппов - В.Петров, К.Васильев, Вл.Иванов, В.Исаков, Климанов «Коломяги»: Н.Чесноков - Морщихин, Эд.Эммерих - П.Филиппов, Варфоломеев - Г.Филиппов, Н.Никонов, Д.Киселев, Н.Гостев |             |         |            |                   |

| 29 авг | «Любители» | 2:2 | «Гавань» | Поле «Любителей» |
|        |            |     |          | Судья: Григорьев |

| 29 авг | «Детское Село» | +:- | «Технологи» | Поле «Детского Села» |
|        |                |     |             | Судья: Мелихов       |

| 29 авг | «Путиловский» | 1:0 | «Мурзинка» | Поле «Путиловского» |
|        |               |     |            | Судья: Юргенсон     |

| 2 сен | «Меркур»                                   | 4:0     | «Петровский» | Поле «Петровского» |
| | - (1)′ - Барулин (2)′ (4)′ - Г.Иванов (3)′ | (отчёт) |              | Судья: В.Быстров   |
| «Меркур»: Данилевич - Рузанов, Окунь - Реш, Северов, М.Сергеев - Гуревич, Барулин, Н.Емельянов, Г.Иванов, Пав.Григорьев «Петровский»: А.Рябов - Д.Штукин, В.Чернышев - М.Горелкин, Ал.Орлов, Д.Лагунов - Ал.Корнилов, Евдокимов, И.Горелкин, Кузьмин, П.Казаринов |                                            |         |              |                    |

| 2 сен | «Унитас» | 6:3 | «Гладиатор» | Поле «Унитаса» |
|       |          |     |             | Судья: Черный  |

| 2 сен | «Коломяги» | 2:2     | «Спорт»                      | Поле «Коломяг»     |
| |            | (отчёт) | - Эд.Эммерих (авт.) - (пен.) | Судья: Е.Михельсон |
| «Коломяги»: Н.Чесноков - Морщихин, Эд.Эммерих - П.Филиппов, С.Филиппов, Крутиков - Н.Никонов, Варфоломеев, Ф.Рябов, Д.Киселев, В.Кусков «Спорт»: Клинов - К.Егоров, Ф.Иванов - Кузьменко, Г.Бодров, В.Систонен - Д.Родионов, Колотушкин, Фохт, Антипов, А.Богданов |            |         |                              |                    |

| 2 сен | «Мурзинка» | 3:1 | «Любители» | Поле «Мурзинки» |
|       |            |     |            | Судья: Баранов  |

| 2 сен | «Путиловский» | 2:0 | «Технологи» | Поле «Путиловского» |
|       |               |     |             | Судья: Шнейдер      |

| 2 сен | «Детское Село» | 2:1 | «Гавань» | Поле «Детского Села» |
|       |                |     |          | Судья: Малинин       |

| 9 сен | «Петровский» | 2:1 | «Гладиатор» | Поле «Гладиатора» |
|       |              |     |             | Судья: В.Бутусов  |

| 9 сен | «Спорт»                                                              | 4:0     | «Унитас» | Поле «Спорта»    |
| | - Еремеев (2)′ (авт.) - Антипов (3)′ (пен.) (пен.) - Колотушкин (4)′ | (отчёт) |          | Судья: Г.Фепонов |
| «Спорт»: Клинов - К.Егоров, Ф.Иванов - Кузьменко, Г.Бодров, В.Систонен - Д.Родионов, Колотушкин, Сандерс, Антипов, А.Богданов «Унитас»: Гусев - Еремеев, Ф.Константинов - П.Бутусов, Федюшин, А.Петров - Ф.Семёнов, П.Москалёв, Судаков, Гофман, Г.Смирнов |                                                                      |         |          |                  |

| 9 сен | «Меркур» | 2:1 | «Коломяги» | Поле «Меркура» |
| |          |     |            | Судья: Мелихов |
| «Меркур»: Данилевич - Рузанов, Реш - Александров, Северов, И.Столяров - Гуревич, Барулин, Н.Емельянов, Г.Иванов, Пав.Григорьев «Коломяги»: Н.Чесноков - Л.Чернышев, Эд.Эммерих - Ченцов, С.Филиппов, П.Кусков - Н.Никонов, Маликов, Д.Киселев, Н.Гостев, Варфоломеев |          |     |            |                |

| 9 сен | «Детское Село» | 3:2 | «Любители» | Поле «Любителей» |
|       |                |     |            | Судья: Шнейдер   |

Матч «Мурзинка» — «Технологи» перенесён и сыгран 19 сентября
| 16 сен | «Меркур»                          | 3:1 | «Спорт»             | Поле «Меркура» |
| | - Г.Иванов (2:0)′ (3:0)′ - (пен.) |     | - (2:1)′ Д.Родионов | Судья: Миронов |
| «Меркур»: Данилевич - Рузанов, Реш - Александров, Северов, И.Столяров - Гуревич, Барулин, Н.Емельянов, Г.Иванов, Пав.Григорьев «Спорт»: Клинов - К.Егоров, Ф.Иванов - Кузьменко, Г.Бодров, В.Систонен - Д.Родионов, Колотушкин, Сандерс, Антипов, А.Богданов |                                   |     |                     |                |

| 16 сен | «Петровский» | 2:1 | «Технологи» | Поле «Спорта»   |
|        |              |     |             | Судья: Юргенсон |

| 16 сен                                        | «Коломяги» | 1:1 | «Унитас» | Поле «Коломяг»   |
|                                               |            |     |          | Судья: Г.Фепонов |
| «Унитас»: ... Судаков 75', П.Бутусов 75', ... |            |     |          |                  |

| 16 сен | «Гавань» | 2:1 | «Мурзинка» | Поле «Мурзинки» |
|        |          |     |            | Судья: Потапов  |

| 16 сен | «Детское Село» | 2:0 | «Путиловский» | Поле «Детского Села» |
|        |                |     |               | Судья: Матвеев       |

| 19 сен | «Мурзинка» | 5:0 | «Технологи» | Поле «Мурзинки»  |
|        |            |     |             | Судья: В.Быстров |

### Финальный круг (класс «А»)

#### Турнирная таблица
| № | Команды      |    | 1   | 2   | 3   | 4   | 5   | 6   | В  | Н | П | М       | О  |
| - | ------------ | -- | --- | --- | --- | --- | --- | --- | -- | - | - | ------- | -- |
|   | «Меркур»     | 19 |     | 4:3 | 3:2 | 0:1 | 5:0 | 0:6 | 12 | 1 | 3 | 50 — 20 | 25 |
|   | «Спорт»      | 18 | 3:4 |     | 3:2 | 2:3 | 6:0 | 3:1 | 11 | 2 | 3 | 80 — 26 | 24 |
|   | «Унитас»     | 17 | 2:3 | 2:3 |     | 3:2 | 2:1 | 6:0 | 11 | 1 | 4 | 53 — 26 | 23 |
| 4 | «Коломяги»   | 13 | 1:0 | 3:2 | 2:3 |     | 2:1 | 9:0 | 9  | 3 | 4 | 44 — 24 | 21 |
| 5 | «Петровский» | 19 | 0:5 | 0:6 | 1:2 | 1:2 |     | 1:2 | 9  | 1 | 6 | 43 — 38 | 19 |
| 6 | «Гладиатор»  | 12 | 6:0 | 1:3 | 0:6 | 0:9 | 2:1 |     | 7  | 2 | 7 | 39 — 34 | 16 |

#### Матчи
| 23 сен                                                                    | «Коломяги»           | 9:0     | «Гладиатор» | Поле «Коломяг»     |
|                                                                           | - Карнеев - Полежаев | (отчёт) |             | Судья: Е.Михельсон |
| «Коломяги»: Н.Чесноков - ... Эд.Эммерих, Д.Киселев, Полежаев, Карнеев ... |                      |         |             |                    |

| 23 сен | «Спорт»                    | 3:2     | «Унитас»                           | Поле «Унитаса» |
| | - Колотушкин (1:1)′ (2:1)′ | (отчёт) | - (0:1)′ Гофман - (2:2)′ М.Бутусов | Судья: Черный  |
| «Спорт»: Клинов - Ежов, Г.Бодров, Батырев, Антипов, Колотушкин ... «Унитас»: Полшков - Феофанов, П.Москалёв, А.Петров, Гофман, М.Бутусов, Судаков ... |                            |         |                                    |                |

Матч «Меркур» — «Петровский» перенесён и сыгран 25 октября
| 30 сен | «Меркур» | 3:2     | «Унитас»           | Поле «Унитаса» |
| |          | (отчёт) | - (пен.) М.Бутусов | Судья: Черный  |
| «Меркур»: Данилевич - Рузанов, Реш - Александров, Окунь, М.Сергеев - П.Григорьев, Барулин, Н.Емельянов, Г.Иванов, Пав.Григорьев «Унитас»: Гусев - Еремеев, Ф.Константинов - Федюшин, М.Кононов, Феофанов - А.Петров, , Судаков, Гофман, Г.Смирнов |          |         |                    |                |

| 30 сен | «Гладиатор» | 2:1     | «Петровский» | Поле «Петровского» |
| |             | (отчёт) |              | Судья: В.Быстров   |
| «Гладиатор»: Левицкий - Д.Быков, В.Ильин - Якобсон, Кидов, К.Филиппов - Нестеров, П.Иванов, Вл.Иванов, В.Исаков, Матвеев «Петровский»: А.Рябов - Кузьмин, М.Горелкин - В.Чернышев, Ал.Орлов, Д.Лагунов - Воробьев, Евдокимов, И.Горелкин, Вацкевич, П.Казаринов |             |         |              |                    |

Матч «Спорт» — «Коломяги» перенесён и сыгран 24 октября
| 7 окт | «Коломяги»        | 1:0     | «Меркур» | Поле «Коломяг»   |
| | - (пен.) - (пен.) | (отчёт) | - (пен.) | Судья: В.Бутусов |
| «Коломяги»: Данилевич - ... П.Григорьев, Н.Емельянов, Пав.Григорьев «Меркур»: ... Эд.Эммерих, Д.Киселев ... |                   |         |          |                  |

| 7 окт | «Унитас» | 2:1 | «Петровский» | Поле «Петровского» |
|       |          |     |              | Судья: Миронов     |

| 7 окт | «Спорт» | 3:1     | «Гладиатор» | Поле «Гладиатора» |
|       |         | (отчёт) |             | Судья: Майданкин  |

| 21 окт | «Унитас» | 6:0 | «Гладиатор» | Поле «Унитаса» |
|        |          |     |             | Судья: Черный  |

| 21 окт                                             | «Коломяги» | 2:1 | «Петровский» | Поле «Коломяг»   |
|                                                    |            |     |              | Судья: В.Бутусов |
| «Коломяги»: ... Эд.Эммерих, Д.Киселев, Карнеев ... |            |     |              |                  |

| 21 окт | «Меркур»                                                   | 4:3     | «Спорт»                                  | Поле «Спорта»   |
| | - Барулин (1:1)′ (3:3)′ - Северов (2:2)′ - Н.Емельянов 75′ | (отчёт) | - 10′ (2:3)′ Колотушкин - (1:2)′ Антипов | Судья: Юргенсон |
| «Меркур»: Данилевич - Рузанов, Окунь - Реш, Северов, Дембо - Гуревич, Г.Иванов, Н.Емельянов, Барулин, М.Сергеев «Спорт»: Клинов - Ежов, Г.Бодров - ..., Батырев, В.Систонен - Д.Родионов, Колотушкин, ..., Антипов, А.Богданов |                                                            |         |                                          |                 |

| 24 окт | «Коломяги» | 3:2     | «Спорт» | Поле «Спорта» |
| |            | (отчёт) |         |               |
| «Коломяги»: Полежаев - ..., Эд.Эммерих - П.Филиппов, Д.Киселев, Варфоломеев - Н.Никонов, ..., ..., В.Кусков, Н.Гостев «Спорт»: Клинов - Ежов, ... - ..., Г.Бодров, В.Систонен - Д.Родионов, Колотушкин, И.Хухтинен, Антипов, А.Богданов |            |         |         |               |

| 25 окт | «Меркур» | 5:0     | «Петровский» | Поле «Меркура»   |
| |          | (отчёт) |              | Судья: В.Бутусов |
| «Меркур»: Данилевич - Рузанов, Окунь - Реш, Северов, М.Сергеев - П.Григорьев, Г.Иванов, Н.Емельянов, Барулин, Пав.Григорьев |          |         |              |                  |

| 28 окт | «Гладиатор» | 6:0     | «Меркур» | Поле «Гладиатора» |
| |             | (отчёт) |          | Судья: В.Быстров  |
| «Меркур»: Данилевич - ..., Окунь - Реш, Северов, М.Сергеев - П.Григорьев, Ф.Смирнов, Н.Емельянов, Барулин, Пав.Григорьев |             |         |          |                   |

| 28 окт | «Спорт» | 6:0 | «Петровский» | Поле «Спорта»    |
|        |         |     |              | Судья: В.Быстров |

| 28 окт | «Унитас» | 3:2     | «Коломяги» | Поле «Унитаса»     |
| |          | (отчёт) |            | Судья: Е.Михельсон |
| «Коломяги»: Полежаев - ..., Эд.Эммерих - П.Филиппов, Д.Киселев, Варфоломеев - Н.Никонов, ..., ..., Карнеев, Н.Гостев |          |         |            |                    |

### Младшие команды класса «А»
Победители в турнирах младших команд
- II команды — «Коломяги»II
- III — «Унитас»III
- IV — «Петровский»IV
- V и ниже — «Спорт»V & «Унитас»V (в двух группах)

## Минорные соревновательные уровни
Победители в турнирах главных команд классов «Б», «В», «Г»
| Класс «Б»                                                                                             | Класс «В»                                                                            | Класс «Г»                                                                          |
| I команды                                                                                             | I команды                                                                            | I команды                                                                          |
| --- | ------------------------------------------------------------------------------------ | ---------------------------------------------------------------------------------- |
| - 1. «Путиловский» - 2. «Детское Село» - 3. «Любители» - 4. «Мурзинка» - 5. «Технологи» - 6. «Гавань» | - 1. «Сергиево» - 2. «Павловск» - 3. «Волга» - 4. «Кречет» - 5. «Охта» - 6. «Триумф» | - 1. «Гатчина» - 2. «Нарва» - 3. «Нева» - 4. «Тайцы» - 5. «Севзап» - 6. «Петроват» |